# Strażnica WOP Karsibór
Strażnica WOP Karsibór – podstawowy pododdział graniczny Wojsk Ochrony Pogranicza pełniący służbę ochronną na granicy polsko-niemieckiej.

## Formowanie i zmiany organizacyjne
Strażnica została sformowana w 1945 w strukturze 15 komendy odcinka Międzyzdroje jako 71 strażnica WOP (Kazimusz) o stanie 56 żołnierzy. Kierownictwo strażnicy stanowili: komendant strażnicy, zastępca komendanta do spraw polityczno-wychowawczych i zastępca do spraw zwiadu. Strażnica składała się z dwóch drużyn strzeleckich, drużyny fizylierów, drużyny łączności i gospodarczej. Etat przewidywał także instruktora do tresury psów służbowych oraz instruktora sanitarnego.
W związku z reorganizacją oddziałów WOP w 1948, strażnica podporządkowana została dowódcy 46 batalionu OP. Od stycznia 1951 strażnica podlegała dowódcy 125 batalionu WOP.
Z dniem 1.04.1947 strażnica, pozostając nadal w strukturach 15 komendy odcinka, została przekazana do Szczecińskiego oddziału WOP nr 3. 
Od 15 marca 1954 wprowadzono nową numerację strażnic, a strażnica WOP II kategorii otrzymała nr 69 w skali kraju i stacjonowała w Wydrzanach (Paprotnie).

## Ochrona granicy
Strażnice sąsiednie
70 strażnica WOP Warlag, 72 strażnica WOP Świnoujście

## Dowódcy strażnicy
- ppor. Jan Kruzel (był 10.1946)[b]
- por. Antoni Olejniczak (1954-1956)[10]